# Mus cypriacus
Mus cypriacus (Миша кіпрська) — вид роду мишей (Mus).

## Поширення
Ендемік о. Кіпр. Може бути досить широко поширеною в гірських районах і зазвичай знаходиться на висоті 300-900 м, хоча є деякі записи від 100-150 м. Представників виду головним чином було знайдено на покинутих терасах при помірних висотах (300-900 м), де рослинність складається з мозаїки відкритих трав'янистих областях, чагарників і невеликих дерев, і де колись вирощували виноград. Вид також може бути знайдений в лісових прирічкових районах на 100-150 м, де її поширення перекривається з хатньою мишею. 

## Особливості біології
Миша кіпрська має характеристики, які відрізняють її від хатньої миші: великі вуха, очі і зуби. Тести ДНК підтвердили, що це окремий вид.